# اشبری
اشبری (به انگلیسی: Ashbury) یک روستا و محله مدنی در بریتانیا است که در ویل آو وایت هرس واقع شده‌است. اشبری ۲۲٫۴۷ کیلومتر مربع مساحت و ۵۰۶ نفر جمعیت دارد.